# Marek Saganowski
Marek Mirosław Saganowski (pron. ˈmarɛk sagaˈnɔfski; Łódź, 31 ottobre 1978) è un ex calciatore polacco, di ruolo attaccante.

## Carriera

### Club
Cresciuto nel ŁKS Łódź, con questa squadra inizia la sua carriera professionistica. Rimane nel ŁKS per sei stagioni, inframezzate da due brevi prestiti in Eredivisie con il Feyenoord e in Bundesliga con l'Amburgo, entrambi avvenuti nel 1997. Nella seconda stagione, all'età di 17 anni, gioca 29 partite e segna 11 reti. Eguaglia questo bottino di reti nella stagione 1997-1998, stavolta in 22 presenze. A seguito di un incidente stradale occorsogli mentre era in sella alla sua moto resta fermo per un po' di mesi, durante i quali a mano a mano riacquista l'uso delle gambe. In seguito segna 11 gol - gli stessi realizzati la stagione precedente all'incidente - in tre stagioni, con ŁKS e Wisła Płock. Il rendimento non migliora durante la stagione e mezza trascorsa all'Odra Wodzisław Śląski - 30 presenze e 2 gol. Col passaggio al Legia Varsavia avvenuto nel gennaio 2002 raggranella nel corso della sua esperienza fino al 2005 67 presenze e 41 gol.
Così, per la stagione 2005-2006, passa al Vitória Guimarães; in Portogallo realizza 12 gol in 32 presenze. Dopo quest'esperienza approda in Ligue 1 con il Troyes: la sua esperienza, condita da 6 presenze senza gol, dura fino agli ultimi giorni del mercato invernale, quando accetta il trasferimento in Championship con il Southampton, che sborsa £ 1 milione. Ha debuttato per i Saints nel febbraio 2007 contro il Derby County. Con il Southampton, nel 2006-2007, segna 10 gol in 13 incontri giocati, firmando poi un definitivo contratto per il Southampton di tre anni nel giugno 2007. La stagione successiva è meno prolifica dal punto di vista realizzativo, con tre reti in 30 partite.
L'8 agosto 2008 viene ufficializzata la sua cessione in prestito all'Aalborg, dove rimarrà a giocare fino alla fine di dicembre.

### Nazionale
Debutta con la Nazionale di calcio polacca il 1º maggio 1996, diciassettenne, a Mielec nella partita contro la Bielorussia, terminata 1-1. Prende inoltre parte alle qualificazioni per il campionato del mondo 1998. La sua presenza regolare in nazionale è impedita dal grave incidente occorsogli, ma riesce comunque a rinconquistarla, grazie alla ritrovata capacità di segnare, e viene infatti scelto per partecipare al campionato d'Europa 2008.

## Palmarès

### Club

#### Competizioni nazionali
- Campionato polacco: 4

ŁKS Łódź: 1997-1998
Legia Varsavia: 2012-2013, 2013-2014, 2015-2016
- Coppa di Polonia: 3

Legia Varsavia: 2012-2013, 2014-2015, 2015-2016

### Individuale
- Capocannoniere della Coppa di Polonia: 1

2012-2013 (6 reti)

## Statistiche

### Cronologia presenze in nazionale
| Cronologia completa delle presenze e delle reti in nazionale ― Polonia | Cronologia completa delle presenze e delle reti in nazionale ― Polonia | Cronologia completa delle presenze e delle reti in nazionale ― Polonia | Cronologia completa delle presenze e delle reti in nazionale ― Polonia | Cronologia completa delle presenze e delle reti in nazionale ― Polonia | Cronologia completa delle presenze e delle reti in nazionale ― Polonia | Cronologia completa delle presenze e delle reti in nazionale ― Polonia | Cronologia completa delle presenze e delle reti in nazionale ― Polonia |
| Data                                                                   | Città                                                                  | In casa                                                                | Risultato                                                              | Ospiti                                                                 | Competizione                                                           | Reti                                                                   | Note                                                                   |
| ---------------------------------------------------------------------- | ---------------------------------------------------------------------- | ---------------------------------------------------------------------- | ---------------------------------------------------------------------- | ---------------------------------------------------------------------- | ---------------------------------------------------------------------- | ---------------------------------------------------------------------- | ---------------------------------------------------------------------- |
| 1-5-1996                                                               | Mielec                                                                 | Polonia                                                                | 1 – 1                                                                  | Bielorussia                                                            | Amichevole                                                             | -                                                                      | 69’                                                                    |
| 2-6-1996                                                               | Mosca                                                                  | Russia                                                                 | 2 – 0                                                                  | Polonia                                                                | Amichevole                                                             | -                                                                      | 40’                                                                    |
| 4-9-1996                                                               | Zabrze                                                                 | Polonia                                                                | 0 – 2                                                                  | Germania                                                               | Amichevole                                                             | -                                                                      | 46’                                                                    |
| 9-10-1996                                                              | Londra                                                                 | Inghilterra                                                            | 2 – 1                                                                  | Polonia                                                                | Qual. Mondiali 1998                                                    | -                                                                      | 75’                                                                    |
| 8-2-1998                                                               | Asunción                                                               | Paraguay                                                               | 4 – 0                                                                  | Polonia                                                                | Amichevole                                                             | -                                                                      | 71’                                                                    |
| 25-2-1998                                                              | Ramat Gan                                                              | Israele                                                                | 2 – 0                                                                  | Polonia                                                                | Amichevole                                                             | -                                                                      | 46’                                                                    |
| 25-3-1998                                                              | Varsavia                                                               | Polonia                                                                | 2 – 0                                                                  | Slovenia                                                               | Amichevole                                                             | -                                                                      | 61’                                                                    |
| 6-9-2003                                                               | Riga                                                                   | Lettonia                                                               | 0 – 2                                                                  | Polonia                                                                | Qual. Euro 2004                                                        | -                                                                      | 46’                                                                    |
| 10-9-2003                                                              | Cracovia                                                               | Polonia                                                                | 0 – 2                                                                  | Svezia                                                                 | Qual. Euro 2004                                                        | -                                                                      | 60’ 63’                                                                |
| 11-10-2003                                                             | Budapest                                                               | Ungheria                                                               | 1 – 2                                                                  | Polonia                                                                | Qual. Euro 2004                                                        | -                                                                      | 87’                                                                    |
| 12-11-2003                                                             | Varsavia                                                               | Polonia                                                                | 3 – 1                                                                  | Italia                                                                 | Amichevole                                                             | -                                                                      | 86’                                                                    |
| 16-11-2003                                                             | Płock                                                                  | Polonia                                                                | 4 – 3                                                                  | Serbia e Montenegro                                                    | Amichevole                                                             | -                                                                      | 46’ 88’                                                                |
| 31-3-2004                                                              | Płock                                                                  | Polonia                                                                | 0 – 1                                                                  | Stati Uniti                                                            | Amichevole                                                             | -                                                                      | 46’                                                                    |
| 26-3-2005                                                              | Varsavia                                                               | Polonia                                                                | 8 – 0                                                                  | Azerbaigian                                                            | Qual. Mondiali 2006                                                    | 2                                                                      | 74’                                                                    |
| 16-11-2005                                                             | Ostrowiec Świętokrzyski                                                | Polonia                                                                | 3 – 1                                                                  | Estonia                                                                | Amichevole                                                             | -                                                                      | 73’                                                                    |
| 14-5-2006                                                              | Wronki                                                                 | Polonia                                                                | 4 – 0                                                                  | Fær Øer                                                                | Amichevole                                                             | 1                                                                      | 24’                                                                    |
| 2-6-2007                                                               | Baku                                                                   | Azerbaigian                                                            | 1 – 3                                                                  | Polonia                                                                | Qual. Euro 2008                                                        | -                                                                      | 57’                                                                    |
| 6-6-2007                                                               | Erevan                                                                 | Armenia                                                                | 1 – 0                                                                  | Polonia                                                                | Qual. Euro 2008                                                        | -                                                                      |                                                                        |
| 12-9-2007                                                              | Helsinki                                                               | Finlandia                                                              | 0 – 0                                                                  | Polonia                                                                | Qual. Euro 2008                                                        | -                                                                      | 66’                                                                    |
| 13-10-2007                                                             | Varsavia                                                               | Polonia                                                                | 3 – 1                                                                  | Kazakistan                                                             | Qual. Euro 2008                                                        | -                                                                      | 46’                                                                    |
| 26-5-2008                                                              | Reutlingen                                                             | Polonia                                                                | 1 – 1                                                                  | Macedonia del Nord                                                     | Amichevole                                                             | -                                                                      | 59’                                                                    |
| 27-5-2008                                                              | Reutlingen                                                             | Albania                                                                | 0 – 1                                                                  | Polonia                                                                | Amichevole                                                             | -                                                                      | 80’                                                                    |
| 1-6-2008                                                               | Chorzów                                                                | Polonia                                                                | 1 – 1                                                                  | Danimarca                                                              | Amichevole                                                             | -                                                                      | 77’                                                                    |
| 8-6-2008                                                               | Klagenfurt                                                             | Polonia                                                                | 0 – 2                                                                  | Germania                                                               | Euro 2008 - 1º turno                                                   | -                                                                      | 75’                                                                    |
| 12-6-2008                                                              | Vienna                                                                 | Austria                                                                | 1 – 1                                                                  | Polonia                                                                | Euro 2008 - 1º turno                                                   | -                                                                      | 83’                                                                    |
| 16-6-2008                                                              | Klagenfurt                                                             | Croazia                                                                | 1 – 0                                                                  | Polonia                                                                | Euro 2008 - 1º turno                                                   | -                                                                      | 68’                                                                    |
| 6-9-2008                                                               | Varsavia                                                               | Polonia                                                                | 1 – 1                                                                  | Slovenia                                                               | Qual. Mondiali 2010                                                    | -                                                                      | 73’ 81’                                                                |
| 10-9-2008                                                              | Serravalle                                                             | San Marino                                                             | 0 – 2                                                                  | Polonia                                                                | Qual. Mondiali 2010                                                    | -                                                                      | 59’                                                                    |
| 28-3-2009                                                              | Belfast                                                                | Irlanda del Nord                                                       | 3 – 2                                                                  | Polonia                                                                | Qual. Mondiali 2010                                                    | 1                                                                      | 71’                                                                    |
| 1-4-2009                                                               | Kielce                                                                 | Polonia                                                                | 10 – 0                                                                 | San Marino                                                             | Qual. Mondiali 2010                                                    | 1                                                                      | 80’                                                                    |
| 6-6-2009                                                               | Orlando                                                                | Sudafrica                                                              | 1 – 0                                                                  | Polonia                                                                | Amichevole                                                             | -                                                                      | 46’                                                                    |
| 9-6-2009                                                               | Città del Capo                                                         | Polonia                                                                | 1 – 1                                                                  | Iraq                                                                   | Amichevole                                                             | -                                                                      | 46’                                                                    |
| 12-8-2009                                                              | Bydgoszcz                                                              | Polonia                                                                | 2 – 0                                                                  | Grecia                                                                 | Amichevole                                                             | -                                                                      | 83’                                                                    |
| 7-9-2012                                                               | Podgorica                                                              | Montenegro                                                             | 2 – 2                                                                  | Polonia                                                                | Qual. Mondiali 2014                                                    | -                                                                      | 90+2’                                                                  |
| 11-9-2012                                                              | Breslavia                                                              | Polonia                                                                | 2 – 0                                                                  | Moldavia                                                               | Qual. Mondiali 2014                                                    | -                                                                      | 46’                                                                    |
| Totale                                                                 |                                                                        | Presenze                                                               | 35                                                                     |                                                                        | Reti                                                                   | 5                                                                      |                                                                        |